# A823(M)
A823(M) är en 1,6 km lång motorväg i Storbritannien. Motorvägen binder ihop motorvägen M90 med Dunfermline vid Perth i Skottland.